# Temperament egal
Scara sonoră egal temperată a devenit predominantă în muzica instrumentală în perioada clasică.

## Descriere
Intr-o scara sonoră egal temperată octava este imparțită într-un numar egal de intervale, numite secțiuni. In practică, acest numar este 12. In acest caz, o secțiune este egala cu un semiton.
Un ton (t) este egal cu o crestere a frecvenței de {\displaystyle 2^{1/6}\approx 1.1225}, sau 12.25%, sau 200 de sutimi.
Un semiton (s) este egal cu o crestere a frecvenței de {\displaystyle 2^{1/12}\approx 1.0595}, sau 5.95%, sau 100 de sutimi.
Un semiton este egal cu exact o jumatate dintr-un ton. Aceasta rezultă intr-un numar finit de note si in intervale adecvate pentru transpoziție si instrumente cu coarde cu bare.
| Simbol | Nume            | Raport | Sutimi | Crestere față de prima P1 sau descrestere față de octavă P8 |
| ------ | --------------- | ------ | ------ | ----------------------------------------------------------- |
| P1     | Prima           | 1.000  | 0      | P1                                                          |
| m2     | Secunda mică    | 1.059  | 100    | P1+s                                                        |
| M2     | Secunda mare    | 1.122  | 200    | P1+t                                                        |
| m3     | Terța mică      | 1.189  | 300    | P1+t+s                                                      |
| M3     | Terța mare      | 1.260  | 400    | P1+2t                                                       |
| P4     | Cvarta perfectă | 1.335  | 500    | P1+2t+s                                                     |
| P4♯    | Cvarta mărită   | 1.414  | 600    | P1+2t+2s                                                    |
| P5     | Cvinta perfectă | 1.498  | 700    | P1+3t+s=P8-2t-s                                             |
| m6     | Sexta mică      | 1.587  | 800    | P8-2t                                                       |
| M6     | Sexta mare      | 1.682  | 900    | P8-t-s                                                      |
| m7     | Septima mică    | 1.782  | 1000   | P8-t                                                        |
| M7     | Septima mare    | 1.888  | 1100   | P8-s                                                        |
| P8     | Octava          | 2.000  | 1200   | P8                                                          |

Cvinta perfectă in temperamentul egal de mai sus diferă de cvinta pură (de 701.9 de sutimi) cu numai 0.3 %. Din această cauză octava a fost imparțită in 12 secțiuni. Alte scari sonore egal temperate folosite pe parcursul timpului au avut un număr diferit de secțiuni (19, 31, 68, 72 etc.).